# Unione Sportiva Lecce 1994-1995
Questa voce raccoglie le informazioni riguardanti l'Unione Sportiva Lecce nelle competizioni ufficiali della stagione 1994-1995.

## Stagione
Nel corso della stagione 1994-1995, la prima con i tre punti a vittoria nella storia del calcio italiano, cambiano i vertici societari del Lecce, con l'acquisizione della società, nel novembre 1994, da parte di Giovanni Semeraro e l'insediamento di Mario Moroni nel ruolo di presidente al posto di Giuseppe Bizzarro, che rimane in sella fino al termine dell'attuale stagione. Alla guida tecnica dei salentini si alternano tre tecnici, Luciano Spinosi (fino all'undicesima giornata di andata), Edoardo Reja (fino alla seconda di ritorno), e Piero Lenzi (fino alla fine del torneo), ma il Lecce, reduce dalla retrocessione in Serie B, disputa un'annata molto negativa in serie cadetta, chiusa con la seconda retrocessione di fila, stavolta in Serie C1, con soli 24 punti ottenuti in 38 giornate, frutto di 5 vittorie e 9 pareggi, e l'ultimo posto in classifica. La prima vittoria arriva solo alla quattordicesima giornata (1-0) all'Ascoli, mentre all'ottava giornata la partita Lecce-Palermo (1-7) stabilisce un record, risultando la peggiore sconfitta casalinga della storia dei giallorossi. 
Nella Coppa Italia i salentini superano il primo turno vincendo (2-4) ai tiri di rigore sul campo della Reggina, poi al secondo turno sono estromessi dal torneo dalla Cremonese per la regola dei gol fuori casa, dopo due pareggi (1-1 allo Zini e 2-2 dopo i tempi supplementari al Via del mare).

## Divise e sponsor
Il fornitore di materiale tecnico per la stagione 1994-1995 è stato Asics, mentre lo sponsor di maglia Banca del Salento.
| Casa | Casa (2ª versione) | Trasferta |

## Rosa
| N. |                   | Ruolo | Calciatore           |
| -- | ----------------- | ----- | -------------------- |
|    | Italia (bandiera) | P     | Davide Torchia       |
|    | Italia (bandiera) | P     | Alessandro Quarta    |
|    | Italia (bandiera) | P     | Riccardo Napolitano  |
|    | Italia (bandiera) | P     | Giuseppe Gatta       |
|    | Italia (bandiera) | D     | Rosario Biondo       |
|    | Italia (bandiera) | D     | Simone Altobelli     |
|    | Italia (bandiera) | D     | Andrea Fattizzo      |
|    | Italia (bandiera) | D     | Fabio Macellari      |
|    | Italia (bandiera) | D     | Pasquale Bruno       |
|    | Italia (bandiera) | D     | Dario Rossi          |
|    | Italia (bandiera) | D     | Stefano Trinchera    |
|    | Italia (bandiera) | D     | Giampaolo Ceramicola |
|    | Italia (bandiera) | D     | Stefano Ricci        |
|    | Italia (bandiera) | C     | Renato Olive         |
|    | Italia (bandiera) | C     | Stefano Melchiori    |
|    | Italia (bandiera) | C     | Giovanni Pittalis    |
|    | Italia (bandiera) | C     | Andrea Corallo       |
|    | Italia (bandiera) | C     | Umberto De Filippi   |

| N. |                     | Ruolo | Calciatore            |
| -- | ------------------- | ----- | --------------------- |
|    | Italia (bandiera)   | C     | Ivano Della Morte     |
|    | Italia (bandiera)   | C     | Egidio Notaristefano  |
|    | Italia (bandiera)   | C     | Luigi Frisullo        |
|    | Italia (bandiera)   | C     | Valerio Gazzani       |
|    | Italia (bandiera)   | C     | Simone Greco          |
|    | Italia (bandiera)   | C     | Walter Monaco         |
|    | Italia (bandiera)   | C     | Giuseppe Quaranta     |
|    | Italia (bandiera)   | C     | Marco Pecoraro Scanio |
|    | Italia (bandiera)   | C     | Marco Spagnolo        |
|    | Italia (bandiera)   | A     | Cosimo Nobile         |
|    | Italia (bandiera)   | A     | Claudio D'Onofrio     |
|    | Italia (bandiera)   | A     | Paolo Baldieri        |
|    | Italia (bandiera)   | A     | Giampiero Cazzella    |
|    | Italia (bandiera)   | A     | Orazio Russo          |
|    | Italia (bandiera)   | A     | Enio Bonaldi          |
|    | Italia (bandiera)   | A     | Andrea D'Amblè        |
|    | Germania (bandiera) | A     | André Gumprecht       |
|    | Ghana (bandiera)    | A     | Kwame Ayew            |

## Calciomercato

### Sessione estiva
| Acquisti | Acquisti          | Acquisti            | Acquisti |
| R.       | Nome              | da                  | Modalità |
| -------- | ----------------- | ------------------- | -------- |
| P        | Alessandro Quarta | Pro Italia Galatina | -        |

| Cessioni | Cessioni | Cessioni | Cessioni |
| R.       | Nome     | a        | Modalità |
| -------- | -------- | -------- | -------- |

### Sessione autunnale
| Acquisti | Acquisti              | Acquisti   | Acquisti |
| R.       | Nome                  | da         | Modalità |
| -------- | --------------------- | ---------- | -------- |
| D        | Pasquale Bruno        | Fiorentina | -        |
| D        | Dario Rossi           | Roma       | -        |
| C        | Ivano Della Morte     | Lazio      | -        |
| C        | Marco Pecoraro Scanio | Ancona     | -        |
| A        | Enio Bonaldi          | Venezia    | -        |

| Cessioni | Cessioni           | Cessioni      | Cessioni |
| R.       | Nome               | a             | Modalità |
| -------- | ------------------ | ------------- | -------- |
| C        | Umberto De Filippi | Battipagliese | -        |
| A        | Andrea D'Amblè     | Fasano        | -        |
| A        | Claudio D'Onofrio  | Lumezzane     | -        |

## Risultati

### Serie B

#### Girone di andata
| Lecce 4 settembre 1994 1ª giornata | Lecce                | 0 – 0 | Acireale | Stadio Via del Mare\| Arbitro: \| Farina (Novi Ligure) \| |
| Arbitro:                           | Farina (Novi Ligure) |       |          |                                                           |

| Arbitro: | Pacifici (Roma) |

|                                                 |           |  |
| Caccia 42’ (rig.) De Angelis 86’ Centofanti 90’ | Marcatori |  |

| Arbitro: | Borriello (Mantova) |

|               |           |               |
| Ricchetti 43’ | Marcatori | 71’ Melchiori |

| Lecce 25 settembre 1994 4ª giornata | Lecce           | 0 – 0 | Cesena | Stadio Via del Mare\| Arbitro: \| Dinelli (Lucca) \| |
| Arbitro:                            | Dinelli (Lucca) |       |        |                                                      |

| Arbitro: | Brignoccoli (Ancona) |

|                    |           |                |
| Saurini 47’ (rig.) | Marcatori | 89’ Ceramicola |

| Arbitro: | Stafoggia (Pesaro) |

|              |           |                       |
| O. Russo 16’ | Marcatori | 74’ Marulla 90’ Negri |

| Arbitro: | Gronda (Genova) |

|               |           |  |
| Simonetta 85’ | Marcatori |  |

| Arbitro: | Bonfrisco (Monza) |

|            |           |                                                            |
| Biondo 14’ | Marcatori | 4’, 16’, 27’, 44’, 76’ Campilongo 50’ Petrachi 65’ Rizzolo |

| Verona 30 ottobre 1994 9ª giornata | Chievo           | 0 – 0 | Lecce | Stadio Marcantonio Bentegodi\| Arbitro: \| Arena (Ercolano) \| |
| Arbitro:                           | Arena (Ercolano) |       |       |                                                                |

| Arbitro: | Braschi (Prato) |

|                                |           |                                     |
| Ceramicola 38’ (rig.) Ayew 85’ | Marcatori | 20’ Kozminski 73’ (aut.) Ceramicola |

| Arbitro: | D. Messina (Bergamo) |

|                                              |           |             |
| Cornacchini 48’ (rig.) Pagano 61’ Dicara 63’ | Marcatori | 79’ Bonaldi |

| Arbitro: | Pacifici (Roma) |

|  |           |                       |
|  | Marcatori | 86’ (rig.) N. Amoruso |

| Piacenza 4 dicembre 1994 13ª giornata | Piacenza      | 0 – 0 | Lecce | Stadio Galleana\| Arbitro: \| Lana (Torino) \| |
| Arbitro:                              | Lana (Torino) |       |       |                                                |

| Arbitro: | Arena (Ercolano) |

|                |           |  |
| Della Morte 5’ | Marcatori |  |

| Arbitro: | De Prisco (Nocera Inferiore) |

|                                           |           |                                          |
| Ceramicola 60’ (rig.) Castagna 82’ (aut.) | Marcatori | 18’ Cozza 45’ Murgita 52’ (rig.) Viviani |

| Arbitro: | Farina (Novi Ligure) |

|          |           |  |
| Lomi 13’ | Marcatori |  |

| Arbitro: | De Santis (Tivoli) |

|             |           |  |
| Bonaldi 23’ | Marcatori |  |

| Arbitro: | Pairetto (Nichelino) |

|                           |           |           |
| Alfieri 67’ G. Loseto 83’ | Marcatori | 71’ Bruno |

| Arbitro: | Pellgrino (Barcellona Pozzo di Gotto) |

|                       |           |                |
| Ceramicola 32’ (rig.) | Marcatori | 51’ Ambrosetti |

#### Girone di ritorno
| Arbitro: | Rosica (Roma) |

|                         |           |  |
| Lucidi 47’ Pistella 65’ | Marcatori |  |

| Arbitro: | Racalbuto (Gallarate) |

|                |           |                    |
| Ceramicola 61’ | Marcatori | 83’, 89’ Artistico |

| Arbitro: | Bolognino (Milano) |

|               |           |                       |
| Melchiori 22’ | Marcatori | 37’ Strada 50’ Pisano |

| Arbitro: | Bonfrisco (Monza) |

|                          |           |               |
| Ambrosini 10’ Maenza 81’ | Marcatori | 62’ Macellari |

| Arbitro: | Cinciriini (Ascoli Piceno) |

|  |           |          |
|  | Marcatori | 24’ Ganz |

| Arbitro: | Brignoccoli (Ancona) |

|                         |           |             |
| Buonocore 62’ Monza 71’ | Marcatori | 1’ O. Russo |

| Arbitro: | Tombolini (Ancona) |

|               |           |          |
| Melchiori 65’ | Marcatori | 64’ Paci |

| Arbitro: | De Santis (Tivoli) |

|                                   |           |  |
| Maiellaro 50’ Di Somma 90’ (rig.) | Marcatori |  |

| Arbitro: | Pacifici (Roma) |

|                                    |           |               |
| Bruno 5’ Melchiori 41’ Bonaldi 79’ | Marcatori | 28’ Zironelli |

| Arbitro: | Gronda (Genova) |

|                                             |           |                       |
| R. Ripa 54’ A. Carnevale 59’ Scarchilli 71’ | Marcatori | 9’ Olive 18’ Pittalis |

| Arbitro: | D. Messina (Bergamo) |

|             |           |                                                      |
| Bonaldi 28’ | Marcatori | 14’ Ferrante 50’ Giunti 68’ Cornacchini 76’ Matteoli |

| Arbitro: | Lana (Torino) |

|             |           |  |
| Mazzoli 67’ | Marcatori |  |

| Arbitro: | Brignoccoli (Ancona) |

|                       |           |                          |
| Ceramicola 11’ (rig.) | Marcatori | 23’ Piovani 39’ Brioschi |

| Arbitro: | Dinelli (Lucca) |

|                                                         |           |                                               |
| Bierhoff 26’, 81’ Milana 70’ Zanoncelli 72’ Binotto 87’ | Marcatori | 47’ Bruno 52’ Pittalis 79’ Ayew 90’ W. Monaco |

| Arbitro: | Bonfrisco (Monza) |

|                              |           |  |
| M. Rossi 31’ A. Briaschi 45’ | Marcatori |  |

| Arbitro: | De Prisco (Nocera Inferiore) |

|            |           |  |
| Monaco 61’ | Marcatori |  |

| Arbitro: | De Santis (Tivoli) |

|  |           |                   |
|  | Marcatori | 83’ Notaristefano |

| Arbitro: | Bettin (Padova) |

|                                        |           |                                                       |
| Ayew 22’, 56’ O. Russo 74’, 90’ (rig.) | Marcatori | 13’ F. Giampaolo 23’, 27’, 42’ Montrone 76’ Margiotta |

| Arbitro: | Bolognino (Milano) |

|                        |           |                   |
| Cerbone 3’ Pittana 88’ | Marcatori | 78’ Notaristefano |

### Coppa Italia
| Arbitro: | De Prisco (Nocera Inferiore) |

|                                    |                      |                                     |
| Melchiori 52’ (aut.) Aglietti 90’  | Marcatori            | 20’ Ayew 46’ Ceramicola             |
| Visentin Aglietti Parpiglia Manari | Tiri di rigore 2 – 4 | Melchiori S. Ricci Olive Ceramicola |

| Arbitro: | Brignoccoli (Ancona) |

|                     |           |                |
| Nicolini 36’ (rig.) | Marcatori | 79’ Ceramicola |

| Arbitro: | Pellegrino (Barcellona Pozzo di Gotto) |

|                              |           |                              |
| Ceramicola 69’ Fattizzo 118’ | Marcatori | 77’ A. Tentoni 113’ A. Pirri |

## Statistiche

### Statistiche dei giocatori
Sono in corsivo i calciatori che hanno lasciato la società a stagione in corso.
| Giocatore          | Serie B  | Serie B | Coppa Italia | Coppa Italia | Totale   | Totale |
| Giocatore          | Presenze | Reti    | Presenze     | Reti         | Presenze | Reti   |
| ------------------ | -------- | ------- | ------------ | ------------ | -------- | ------ |
| S. Altobelli       | 11       | 0       | 0            | 0            | 11       | 0      |
| K. Ayew            | 16       | 4       | 2            | 1            | 18       | 5      |
| P. Baldieri        | 24       | 0       | 1            | 0            | 25       | 0      |
| R. Biondo          | 25       | 1       | 1            | 0            | 26       | 1      |
| E. Bonaldi         | 29       | 4       | 0            | 0            | 29       | 4      |
| P. Bruno           | 17       | 3       | 0            | 0            | 17       | 3      |
| G. Cazzella        | 2        | 0       | 1            | 0            | 3        | 0      |
| G. Ceramicola      | 31       | 6       | 3            | 3            | 34       | 9      |
| A. Corallo         | 1        | 0       | 0            | 0            | 1        | 0      |
| A. D'Amblè         | 2        | 0       | 1            | 0            | 3        | 0      |
| C. D'Onofrio       | 2        | 0       | 1            | 0            | 3        | 0      |
| I. Della Morte     | 20       | 1       | 0            | 0            | 20       | 1      |
| A. Fattizzo        | 2        | 0       | 2            | 1            | 4        | 1      |
| L. Frisullo        | 2        | 0       | 0            | 0            | 2        | 0      |
| G. Gatta           | 30       | -50     | 3            | -5           | 33       | -55    |
| V. Gazzani         | 12       | 0       | 0            | 0            | 12       | 0      |
| A. Gumprecht       | 1        | 0       | 1            | 0            | 2        | 0      |
| F. Macellari       | 30       | 1       | 3            | 0            | 33       | 1      |
| S. Melchiori       | 29       | 4       | 3            | 0            | 32       | 4      |
| W. Monaco          | 27       | 2       | 3            | 0            | 30       | 2      |
| R. Napolitano      | 1        | 0       | 0            | 0            | 1        | 0      |
| C. Nobile          | 1        | 0       | 0            | 0            | 1        | 0      |
| E. Notaristefano   | 27       | 2       | 0            | 0            | 27       | 2      |
| R. Olive           | 31       | 1       | 3            | 0            | 34       | 1      |
| M. Pecoraro Scanio | 10       | 0       | 0            | 0            | 10       | 0      |
| G. Pittalis        | 23       | 2       | 2            | 0            | 25       | 2      |
| S. Ricci           | 20       | 0       | 3            | 0            | 23       | 0      |
| D. Rossi           | 15       | 0       | 0            | 0            | 15       | 0      |
| O. Russo           | 29       | 4       | 1            | 0            | 30       | 4      |
| M. Spagnolo        | 1        | 0       | 0            | 0            | 1        | 0      |
| S. Trinchera       | 19       | 0       | 2            | 0            | 21       | 0      |